# Conrad Ekhof

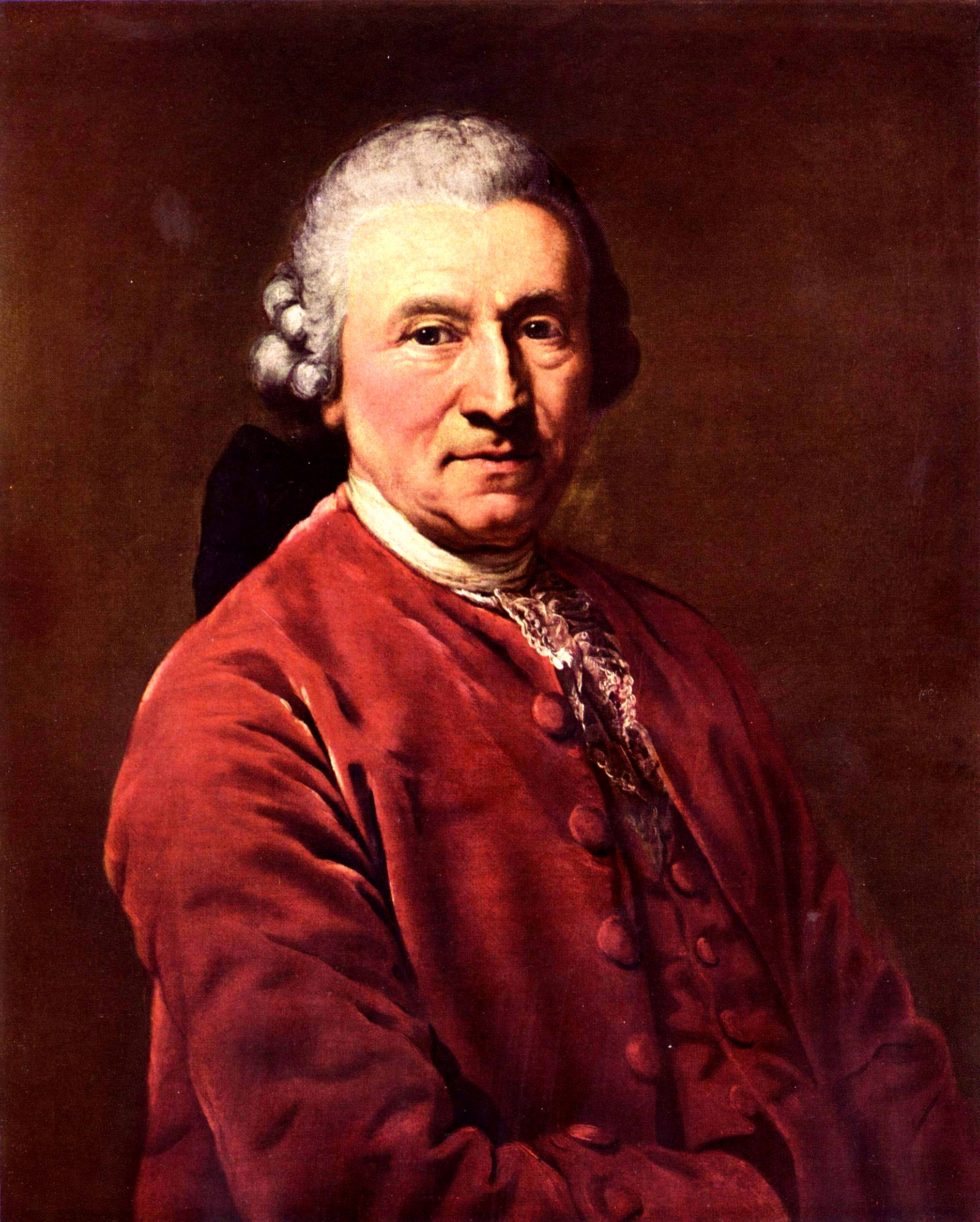
Conrad Ekhof, Porträt von Anton Graff, 1774

Hans Conrad Dietrich Ekhof (auch Konrad Eckhof; * 12. August 1720 in Hamburg; † 16. Juni 1778 in Gotha) galt als einer der besten deutschen Schauspieler des 18. Jahrhunderts. Er führte den realistischen Darstellungsstil auf den deutschen Bühnen ein und wurde wegen seiner zahlreichen Verdienste um das deutsche Theater schon zu seinen Lebzeiten als „Vater der deutschen Schauspielkunst“ bezeichnet. Er wurde insbesondere in den 1760er und 1770er Jahren als der führende Schauspieler der Theaterkompanien von Abel Seyler – der Hamburgischen Entreprise und der Seylerschen Schauspiel-Gesellschaft – bekannt.

## Biographie

### Kindheit und Jugend (1720–1739)

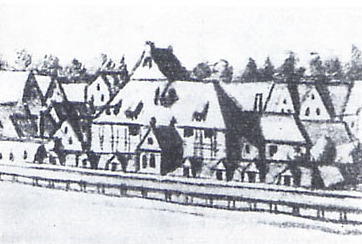
Opernhaus in Hamburg, Ausschnitt aus einer Stadtansicht von 1726

Am 12. August 1720 wurde Hans Conrad Dietrich Ekhof als ältester Sohn des Schneiders und Stadtsoldaten Niclas Ekhof in Hamburg geboren. Die Familie lebte in kärglichen Verhältnissen, weswegen der Vater dem jungen Ekhof wahrscheinlich keine geregelte Schulbildung zukommen lassen konnte. Wegen seiner Begabung und der finanziellen Unterstützung durch die Kirche war ihm jedoch der Besuch des Johanneums möglich, wo er am Deutsch- und Lateinunterricht und in den damals üblichen Schulkomödien teilnahm. Der junge Ekhof begeisterte sich schon früh für Schauspiel und Theater; und da er mit seiner Familie im Opernhof lebte, welcher das erste öffentliche Opernhaus Deutschlands beherbergte, dürfte er auch oft mit Künstlern und Schauspielern in Kontakt gekommen sein.
Mit fünfzehn Jahren, nach dem Tod seiner Mutter und der zweiten Heirat seines Vaters, war es für Ekhof an der Zeit, sich seinen Unterhalt selbst zu verdienen. 1735 nahm er kurzzeitig den Posten eines Schreibers im Dienst des Postkommissars Bostel an, kündigte jedoch, als dessen Frau Lakaiendienste von ihm verlangte. Ekhof verließ daraufhin Hamburg 1738 und fand in Schwerin eine Anstellung als Schreiber bei dem Advokaten Johann Friedrich König, in dessen Bibliothek er die verschiedensten Werke und Romane, hauptsächlich aber Dramen las. Dadurch vertiefte sich sein Interesse an der Schauspielkunst noch weiter, und als er dann Ende 1739 den Aufruf des Schauspielers Johann Friedrich Schönemann vernahm, der junge Schauspieler zu seiner von ihm neu gegründeten Theatergruppe nach Lüneburg einlud, war dies der letzte Anstoß, der ihn letztlich dazu brachte, sich dem Theater zuzuwenden.

### Schönemann’sche Gesellschaft (1740–1757)

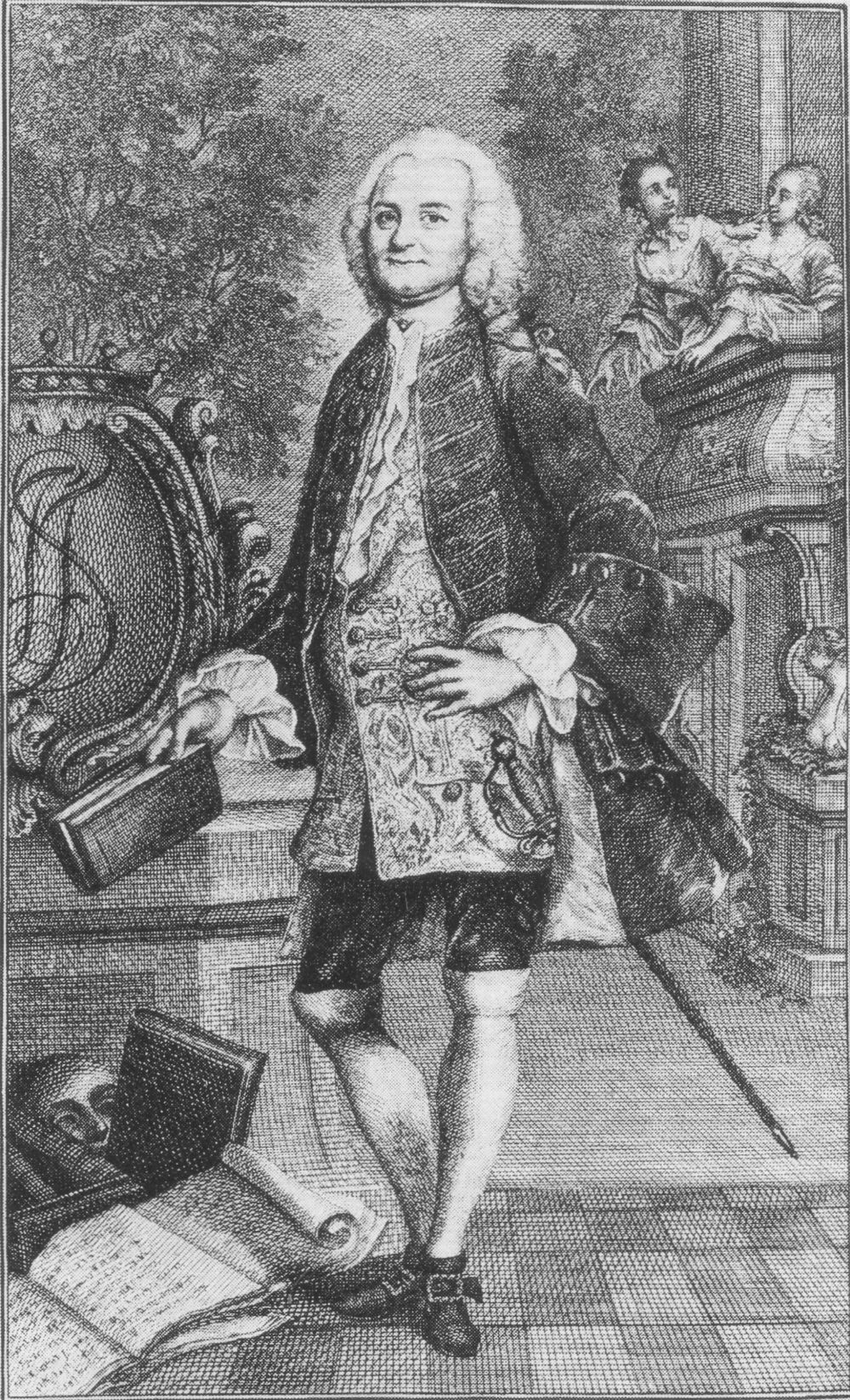
J. F. Schönemann, Stich aus dem 18. Jahrhundert

Ekhof kündigte seine Anstellung bei König und trat zeitgleich mit Sophie Charlotte Schröder, die er bereits in Schwerin kennengelernt hatte, und Konrad Ernst Ackermann der Schönemannschen Gesellschaft bei und gehörte zusammen mit ihnen bald zu den wichtigsten Ensemblemitgliedern. Am 15. Januar 1740 gab er im Rathaus der Lüneburger Ritterakademie sein Schauspieldebüt in der Rolle des Xiphares in Racines Trauerspiel Mithridates.
Ein Jahr darauf feierte er dann mit einundzwanzig Jahren auch schon seinen ersten größeren Erfolg in der Rolle des Grobian in Hinrich Borkensteins plattdeutscher Lokalposse Der Bookesbeutel. Während seiner Zeit bei Schönemann entwickelte Ekhof sein herausragendes schauspielerisches Talent und erwarb sich einen Ruf als Menschendarsteller. Mit zunehmender Bekanntheit schuf er sich allmählich einen vor allem in Hamburg festen Anhängerkreis und übernahm immer mehr Hauptrollen. Ekhof trat mit der Schönemannschen Gesellschaft auf Bühnen in ganz Norddeutschland auf und führte damit ein für einen Schauspieler des 18. Jahrhunderts typisches Wanderleben. 1746 heiratete er die Schauspielerin Georgine Spiegelberg. Die Ehe mit ihr blieb kinderlos.

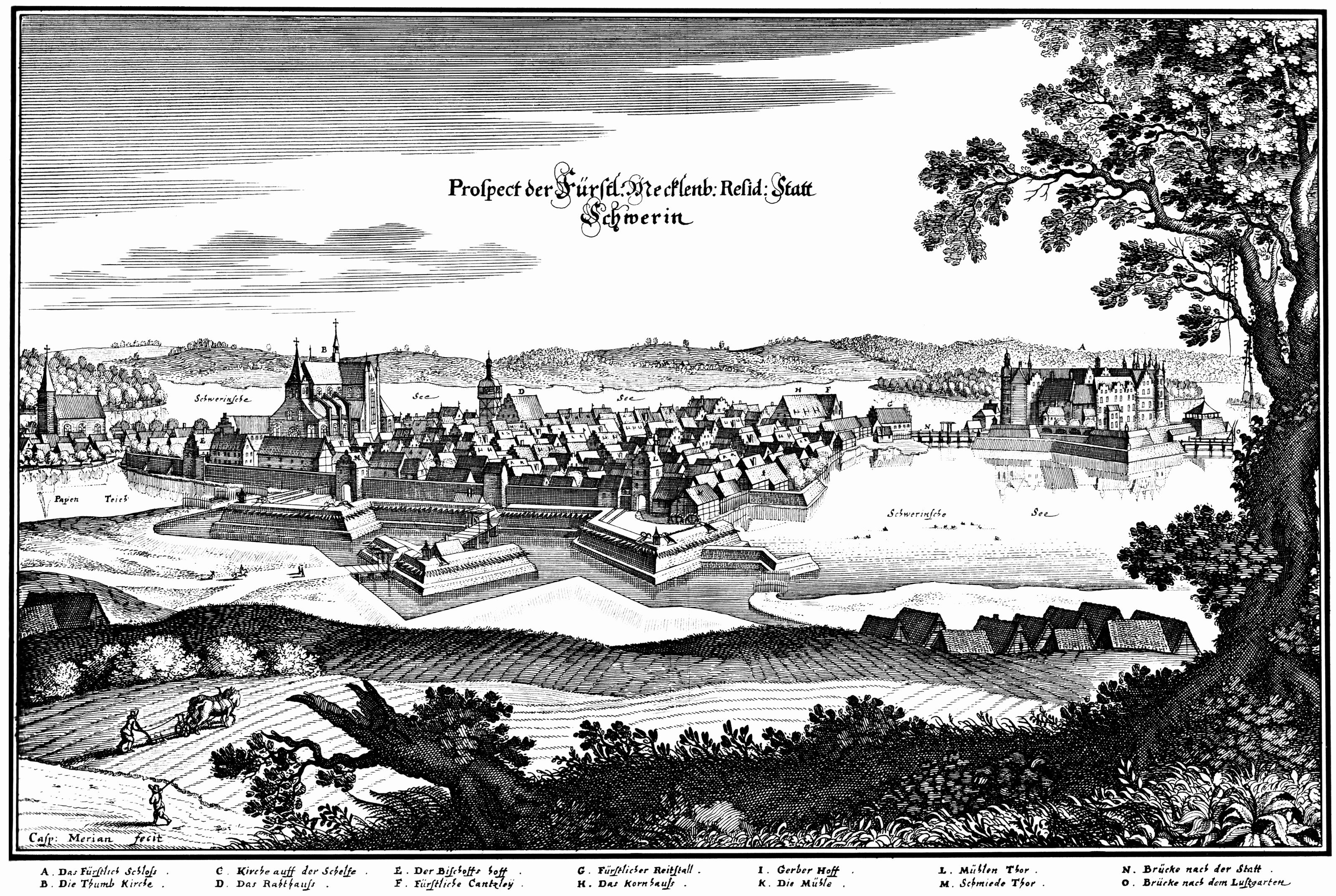
Schwerin, Stich von Matthäus Merian von 1648

Ab 1750 wurden die Mitglieder der Schönemannschen Gesellschaft, die zu diesem Zeitpunkt als beste Schauspieltruppe Deutschlands galt, von dem theaterfreundlichen Herzog Christian Ludwig II. (1683–1756) von Mecklenburg-Schwerin und der Prinzessin Luise Friederike (1722–1791) gefördert und 1751 sogar zu Hofkomödianten mit festem Gehalt ernannt. Dafür verpflichteten sie sich zu einer achtmonatige Spielzeit mit vier freien Monaten für Gastspiele, welche vor allem in Hamburg stattfanden. Durch diese Pause vom anstrengenden Wanderleben fand Ekhof zum ersten Mal die Zeit, um sich der Verbesserung der Schauspielkunst und speziell des Schauspielerstandes zu widmen. Er gründete in Schwerin am 28. April 1753 mit Mitgliedern der Schönemannschen Gesellschaft die erste deutsche Schauspielerakademie. Auch wenn sie nur etwas über ein Jahr Bestand hatte, gingen von der Academie der Schönemannischen Gesellschaft doch wichtige Impulse für das gesamte deutsche Theaterwesen aus.

### Hamburg und das Nationaltheater (1757–1771)

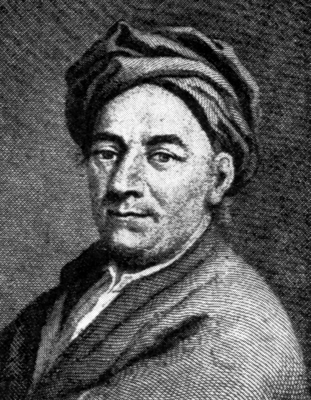
Heinrich G. Koch, Stich

Nach siebzehn Jahren verließ Ekhof schließlich die Truppe aufgrund von Auseinandersetzungen mit Schönemann und trat 1757 der Schuchschen Gesellschaft in Danzig bei. Als es mit dem dortigen Prinzipal Franziskus Schuch wegen der Rollenverteilung ebenfalls zu Streitigkeiten kam, kehrte Ekhof ein Vierteljahr später wieder zurück nach Hamburg. Dort übernahm er kurzzeitig zusammen mit dem Schauspieler Johann Ludwig Starke und Tanzmeister Georg Ehrenfried Mierk die Gesellschaft von Schönemann, da dieser sich mittlerweile wegen mangelnden Erfolgs aus dem Geschäft zurückgezogen hatte. Ohne einen Prinzipal fehlte es der Truppe allerdings an Requisiten und an Geldmitteln, weswegen sie bald darauf die Leitung an Heinrich Gottfried Koch übergaben, welcher aufgrund des Siebenjährigen Krieges (1756–1763) sein sächsisches Spielgebiet verlassen musste und nun im ruhigeren Norden Deutschlands übergangsweise eine neue Truppe in Hamburg aufstellen wollte. Koch orientierte sich stark an dem Geschmack des Publikums bei der Zusammenstellung des Spielplanes, weshalb viele Komödien, Singspiele und Possen, aber kaum Tragödien aufgeführt wurden. Dies bot Ekhof zwar immer noch Möglichkeiten für überzeugende Menschendarstellungen, aber weniger für seine künstlerische Entwicklung als dramatischer Schauspieler.

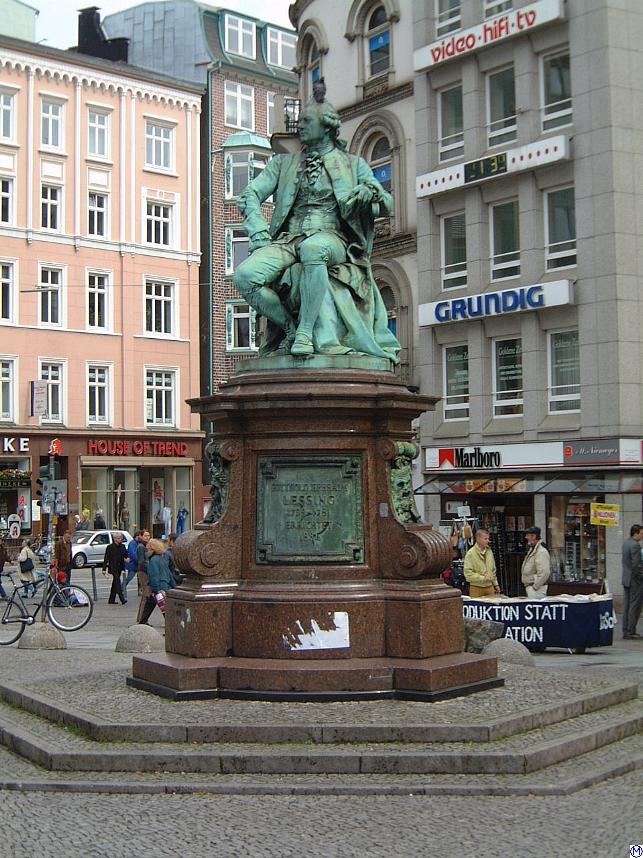
Lessingdenkmal auf dem Hamburger Gänsemarkt

Als Koch nach Ende des Siebenjährigen Krieges nach Sachsen zurückkehrte, trat Ekhof 1764 der Ackermannschen Gesellschaft unter der Prinzipalschaft von Konrad Ernst Ackermann bei. Die Truppe war so erfolgreich, dass sie sich in Hamburg ein eigenes Schauspielhaus anstelle des alten Opernhauses am Gänsemarkt errichten ließ, welches am 31. Juli 1765 eröffnet wurde. Wegen Finanzschwierigkeiten wurde das Theater zwei Jahre später von Johann Friedrich Löwen und zwölf finanzkräftigen Bürgern angeführt von Abel Seyler übernommen mit der Absicht, ein erstes deutsches Nationaltheater zu gründen. Mit der Eröffnung der Hamburgischen Entreprise 1767 kam es auch zu einer für beide Seiten äußerst fruchtbaren Zusammenarbeit zwischen dem als Dramaturg für das Theater tätigen Aufklärer Gotthold Ephraim Lessing und Ekhof, welcher hier den Höhepunkt seines Schaffens erreichte.
Die Hamburgische Entreprise musste nach zwei Jahren schließen, nachdem Seyler den Rest seines Vermögens dafür ausgegeben hatte. Seyler gründete dann im Jahr 1769 mit Ekhof und einigen anderen Schauspielern die Seylersche Schauspiel-Gesellschaft und erhielt vom hannoverschen Kurfürsten Georg III. den Privileg als „Direktor der königlichen und kurfürstlichen Hofschauspieler“. Ekhof zog mit der Truppe nach Hannover; als Ackermann noch im selben Jahr die Führung des Theaters in Hamburg wieder übernahm, kehrte Ekhof mit ein paar Kollegen wieder zurück nach Hannover. Seyler schaffte es als Prinzipal zunächst allerdings nicht, an die alten Erfolge der Schauspieltruppe anzuknüpfen. Das mangelnde Publikumsinteresse führte zu finanziellen Problemen und als Ekhof im Mai 1770 zudem noch schwer erkrankte und lange nicht auftreten konnte, verschlimmerte sich die Situation dramatisch. Seylers Schwager, der Hofapotheker J.G.R. Andreae aus Hannover, rettete die Seylersche Gesellschaft durch die Übernahme aller Schulden vor dem drohenden Ruin, verlangte dafür allerdings, dass Ekhof die Leitung übernimmt.

### Am Hoftheater in Weimar und Gotha (1771–1778)

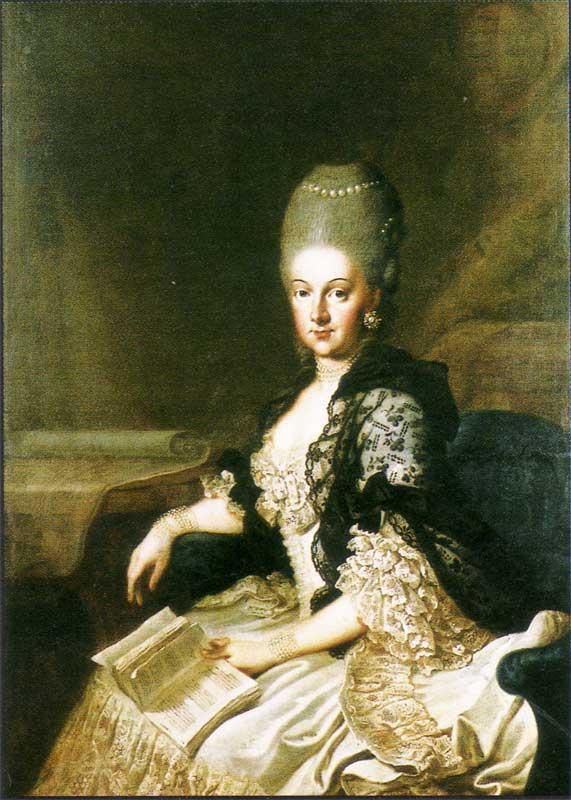
Herzogin Anna Amalia, Porträt von J. E. Heinsius, 1773

Unter seiner Prinzipalschaft vom Mai 1771 bis zum Oktober 1772 führte Ekhof die Schauspieltruppe zunächst mit großem Erfolg nach Wetzlar, wo Ekhof auch auf den Gothaer Dichter Friedrich Wilhelm Gotter trifft, der praktisch der Theaterdichter der Gruppe wird. Danach ging die Gesellschaft auf Einladung Herzogin Anna Amalias hin an den Weimarer Hof, wo sie freundlich aufgenommen wurden und die Leitung wieder an Seyler überging. Ekhof verkehrte als Theaterschauspieler einer Wandertruppe mit vielen Persönlichkeiten seiner Zeit, von denen er viele im Weimar des ausgehenden 18. Jahrhunderts traf, das kurz vor seiner Glanzzeit, der Weimarer Klassik, stand. Herzogin Anna Amalia zog durch ihre Gönnerschaft eine Anzahl der klügsten Köpfe ihrer Zeit an den später so titulierten „Weimarer Musenhof“, zu dessen Kreis in den zwei Jahren seines Aufenthaltes in Weimar auch Conrad Ekhof zählte. Ihrer Vermittlung war es dann wohl auch zu verdanken, dass Ekhof nach dem verheerenden Schloss- und Theaterbrand vom 6. Mai 1774, welcher dem Engagement in Weimar ein jähes Ende setzte, mit der Seylerschen Gesellschaft am Gothaer Hof in Dienst genommen wurde. Im selben Jahr noch gründete Ekhof, der nachweislich mindestens seit 1768 Freimaurer war, am 25. Juni in Gotha die Freimaurerloge Kosmopolit, die später Zum Rautenkranz hieß und der dann auch der Gothaer Herzog Ernst II. und dessen Bruder August angehörten.

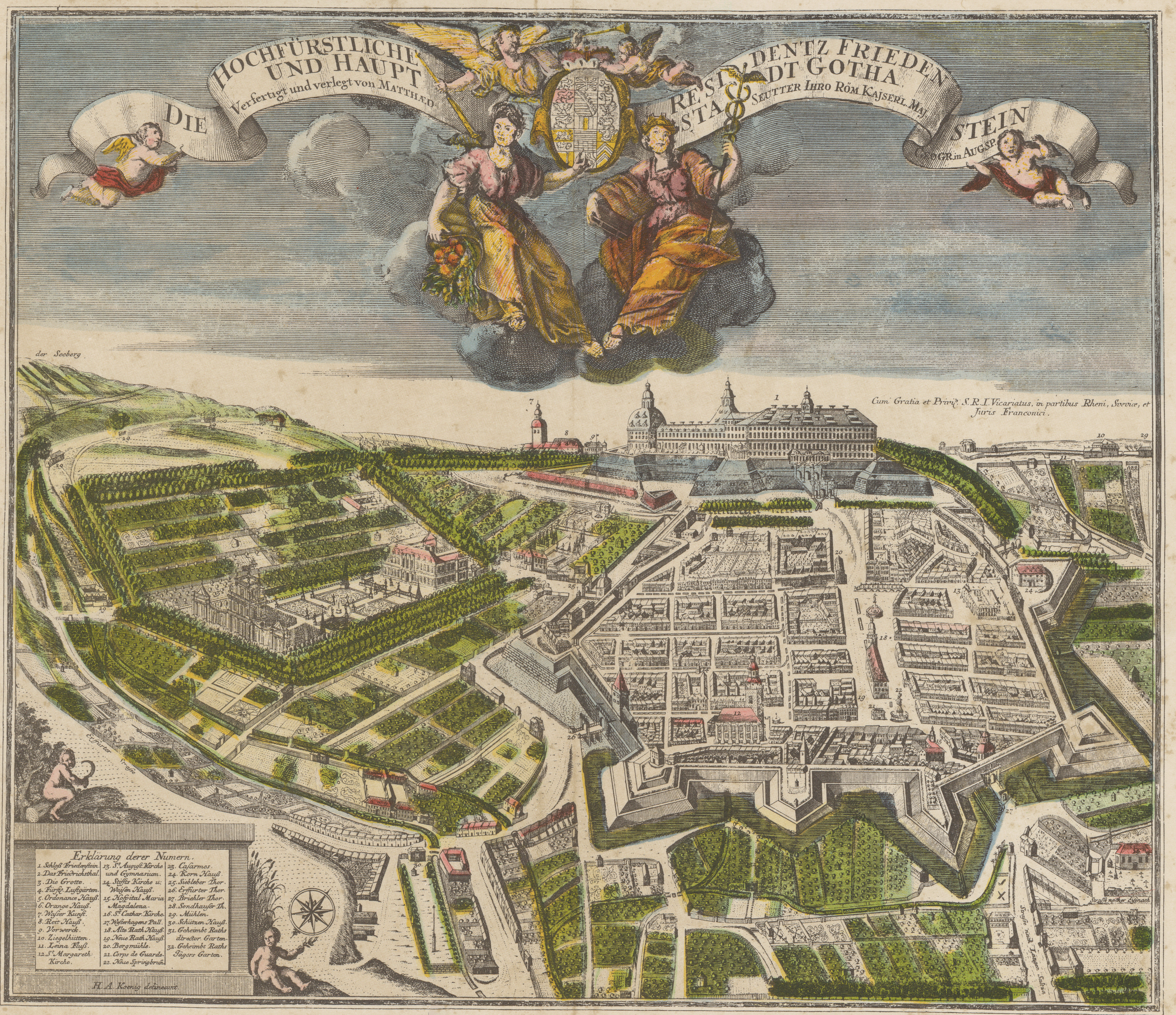
Residenzstadt Gotha, kolorierter Stich um 1730

1775 verließ Abel Seyler Gotha als er ein sächsisches Schauspielprivileg erhielt, ihm folgte jedoch nur ein Teil seiner Gesellschaft. Mit den zurückgebliebenen Schauspielern, darunter auch Ekhof, gründete Herzog Ernst II. am 2. Oktober in Gotha das erste deutsche Hoftheater mit einem festen Schauspielerensemble, dem Conrad Ekhof und Heinrich August Ottokar Reichard als Theaterdirektoren vorstanden und in dem August Wilhelm Iffland seine Schauspielkarriere begann. Das Gothaer Hoftheater entwickelte sich in den drei Jahren, in denen Ekhof dort tätig war, zum Mittelpunkt des deutschen Theaterlebens. Hier wollte Ekhof auch eine Pensions- und Sterbekasse, die erste Altersvorsorge für Schauspieler überhaupt, einrichten. Dieses Vorhaben scheiterte allerdings an seinem frühen Tod am 16. Juni 1778. Zuletzt wohnte er in einem Haus in der Nachbarschaft der Kirche von Remstädt. Daran erinnert eine kleine Gedenktafel am Haus.

„Ekhof stand nach eigener Aussage am 11. Februar 1778 in Shakespeares „Hamlet“ in der Schröderschen Übersetzung zum

letzten Mal auf der Bühne des Theaters, dem er für alle Zeiten eine besondere Weihe verlieh. Seine letzten Worte in der Rolle

des Geistes von Hamlets Vater lauteten sinnig: „Ade, ade, gedenke mein!““

## Rezeption
„Ekhof darf den Anspruch erheben von seinem Vaterlande in viel umfassenderen Maße hochgeachtet zu werden, denn er ist nicht nur der „Vater der deutschen Schauspielkunst“, sondern der wichtigste Eckstein in der Entwicklung des ganzen deutschen Theaterwesens […].“

„Ekhof durch seine edle Persönlichkeit, die dem Schauspielerstand eine gewisse Würde mitteilte, deren er bisher entbehrte, hob die [...] Figuren [...] ungemein, indem der Ausdruck von Rechtlichkeit ihm, als einem rechtlichem Manne, vollkommen gelang.“

„Ekhof war unter Deutschlands Schauspielern, was Lessing unter den dramatischen Dichtern war: der Erste, der Unerreichbare! Wer kannte, wie er, alle Seiten und Falten des Herzens, wer so alle Farben und Kontraste der Stände? Wer hatte so alle Klänge und Töne der Leidenschaft in seiner Gewalt? Wer war so immer der Mensch, und niemals Ekhof? Wer machte so Voltaire’s und Corneille’s Todtengerippe zu seelenvollen, kraftvollen Wesen, Herz und Geist interessierend?“

„E. war der erste deutsche Schauspieler, welcher Darsteller des Lebens heißen konnte. Mit tiefer, durch Natur und Erfahrung begründeter Einsicht, mit dem Talent, gleich beim ersten Blick das Wahre einer Rolle zu fassen und seine körperlichen Mängel zu verbergen, verband er noch das Wissen eines Sprachkundigen, eines Redners und Dichters; er lehrte seine Kunst und schrieb ihre Geschichte. Gleich groß im Tragischen wie im Gemütlichen, Komischen und Burlesken, riß er durch seine Mimik und die Biegsamkeit und Gewalt seines Sprachorgans zu begeisterter Bewunderung hin.“

## Würdigungen

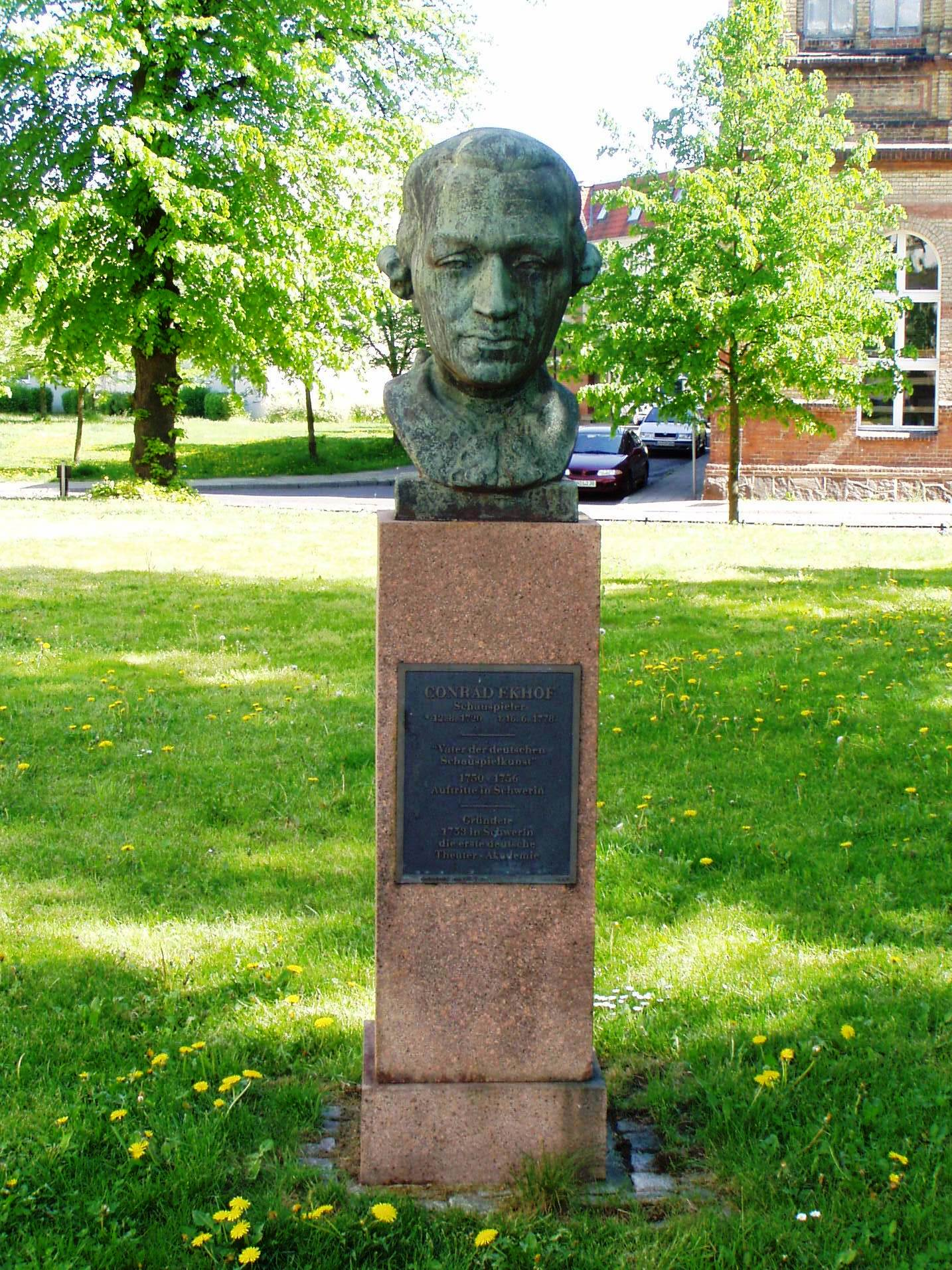
Ekhof-Denkmal Schwerin

Vor allem in Gotha wird Ekhofs Andenken bis heute in Ehren gehalten. Unter anderem mit:
- Grabstein im Ehrenhain des Hauptfriedhofs
- Ekhofplatz
- Gedenktafel im Turm des Rathauses (ursprünglich aus dem Gothaer Theater stammend, wo sie unter einer heute verschollenen Büste Ekhofs angebracht war)
- Erinnerungssäule vor seinem nicht mehr existierenden Wohnhaus am Nonnenberg
- Staatliche Regelschule „Conrad Ekhof“[26]
- „Ekhof-Theater“ im Schloss Friedenstein, seine nach ihm benannte letzte Wirkungsstätte, welche heute das älteste Barock-Theater der Welt mit noch original erhaltener Bühnentechnik ist.
- Ekhof-Kabinett im Westflügel von Schloss Friedenstein
- „Ekhof-Festival“, das jährlich im Sommer im „Ekhof-Theater“ stattfindet.[27]

Würdigungen außerhalb Gothas:
- Conrad-Ekhof-Ring, vom Volkstheater Rostock in der DDR-Zeit verliehen. Zwischen 1969 und 1984 wurden mit dem Preis Künstler und verdienstvolle Mitarbeiter des Volkstheaters sowie Personen der sozialistischen Kulturszene geehrt.[28]
- Conrad-Ekhof-Preis, eine mit 2500 Euro dotierte Auszeichnung, die seit 1997 jährlich von der Gesellschaft der Freunde des Mecklenburgischen Staatstheaters Schwerin e. V. an besonders begabte, junge Künstler verliehen wird.
- Europäische Theaterakademie „Konrad Ekhof“ GmbH Hamburg, welche seit 1990 jährlich im Rahmen des Bundeswettbewerbs zur Förderung des Schauspielnachwuchses stattfindende „Theatertreffen Deutschsprachiger Schauspielstudierender“ veranstaltet.
- Freimaurerloge „Konrad Ekhof“ in Hamburg[29]
- Gedenktafel an Ekhofs letztem Wohnhaus neben der Kirche in Remstädt
- Ekhof-Denkmal in Schwerin
- Ekhofstraße in Hamburg-Hohenfelde (seit 1899)
- Ekhofstraße in Gelsenkirchen
- Ekhofstraße in Berlin-Köpenick
- Ekhofplatz in Berlin-Köpenick
- Ekhofplatz in Schwerin

## Sonstiges

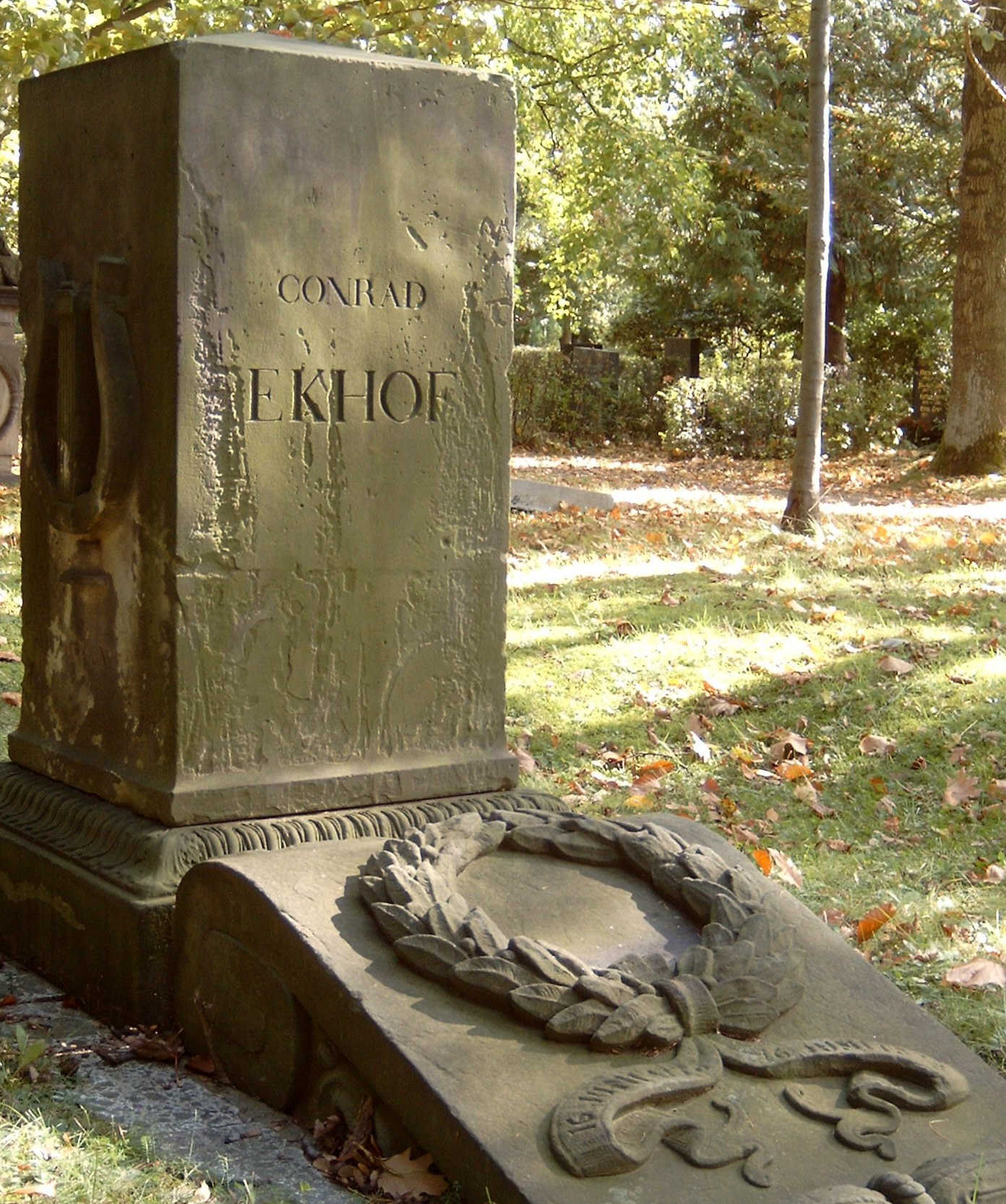
Ekhof-Grabstein von 1846 auf dem Gothaer Hauptfriedhof

Zwei Tage nach seinem Tod wurde Ekhof auf dem Gothaer Friedhof II zur letzten Ruhe gebettet. Dank der Brüder seiner Loge erhielt er ein aufwändiges Begräbnis, zu dessen Geleit alle Kirchenglocken der Stadt läuteten. Der mit Ekhof befreundete Schriftsteller Heinrich August Ottokar Reichard ließ 1782 einen Stein auf das Grab setzen, der jedoch in den nachfolgenden Jahrzehnten verlorenging. Erst 1846 wurde von den gothaischen Hofschauspielern ein neuer Grabstein gesetzt. Bei der Beräumung des Friedhofes im Jahre 1969 wurde dieser Stein gesichert, der heute im Ehrenhain auf dem Hauptfriedhof steht.